# Nawasjolki (Breszkaja, Drahitschyn)
Nawasjolki (belarussisch Навасёлкі, russisch Новосёлки) ist ein Ort in Belarus.
Der Ort liegt im Rajon Drahitschyn der Breszkaja Woblasz.